# Circonscription électorale de Werdenberg
La circonscription électorale de Werdenberg (en allemand Wahlkreis Werdenberg) est une circonscription électorale du canton de Saint-Gall en Suisse. 

## Histoire
La circonscription électorale de Werdenberg est créée en 2003 à partir du district de Werdenberg.

## Communes
| Nom      | N° OFS | Population (décembre 2022) |
| -------- | ------ | -------------------------- |
| Buchs    | 3271   | +013 605,                  |
| Gams     | 3272   | +003 606,                  |
| Grabs    | 3273   | +007 302,                  |
| Sennwald | 3274   | +006 101,                  |
| Sevelen  | 3275   | +005 279,                  |
| Wartau   | 3276   | +005 395,                  |
| Total    | Total  | +041 288,                  |